# Sheboygan, Wisconsin
Sheboygan, Wisconsin là một thành phố thủ phủ quận Sheboyan trong bang Wisconsin, Hoa Kỳ. Thành phố có tổng diện tích  km², trong đó diện tích đất là  km². Theo điều tra dân số Hoa Kỳ năm 2000, thành phố có dân số  50.792 người.  Đây là thành phố chính của, khu vực thống kê đô thị Sheboygan Wisconsin. Thành phố này nằm trên hồ Michigan tại cửa sông Sheboygan, khoảng 50 dặm (81 km) về phía bắc của Milwaukee và 64 dặm (103 km) về phía nam của Green Bay.
Theo các Kỳ Hoa điều tra dân số Cục, thành phố có một diện tích tổng cộng 14,1 dặm vuông (36,4 km ²), trong đó, 13,9 dặm vuông (36,0 km ²) của nó là đất và 0,2 dặm vuông (0,4 km ²) của nó (1,07%) là nước. Nó nằm ở vĩ độ 43 ° 45 'bắc, kinh độ 87 ° 44' phía tây.
Sheboygan được thành lập vào năm 1846. Năm 1849, khu định cư này chủ yếu là người Đức. 